# Alpheus Colles
Gli Alpheus Colles sono una struttura geologica della superficie di Marte.